# Мазохин, Иван Кузьмич
Иван Кузьмич Мазохин (1866—1942) — земский деятель, член IV Государственной думы от Орловской губернии

## Биография
Православный, крестьянин села Шилинка Трубчевского уезда. Сын зажиточного крестьянина Казьмы Стефановича Мазохина, происходившего из удельных крестьян деревни Уруково Трубчевского уезда, после отмены крепостного права начавшего скупать землю у разорившихся дворян Саловых и Коленских и к 1886 году владевшего 143 десятинами земли и водяной мельницей.
Образование получил в Трубчевском городском 3-классном училище, которое окончил в 1880 году. В 1893 году выкупил у удельного ведомства 142 десятины возле села Комягина. При сельце Шилинка имел 100 десятин земли с барской усадьбой и домом. В 1915 году за Мазохиным числилось более 300 десятин и усадьба в сельце Шилинке, а также две водяных мельницы и казенная винная лавка.
Избирался гласным Трубчевского уездного (с 1897) и Орловского губернского (с 1909) земских собраний. В течение многих лет был членом Трубчевской уездной земской управы. Кроме того, состоял членом уездной землеустроительной комиссии, уездного училищного совета, уездного отделения епархиального училищного совета, а также председателем правления общества взаимного кредита уездного земства и членом попечительного совета Трубчевской женской гимназии. Из наград имел ордена Св. Станислава 3-й степени (1914) и Св. Анны 3-й степени (1915).
В 1912 году был избран в члены Государственной думы от Орловской губернии съездом уполномоченных от волостей. Входил во фракцию октябристов, после её раскола — в группу Союза 17 октября и Прогрессивный блок. Состоял членом комиссий: бюджетной, по рабочему вопросу, а также по исполнению государственной росписи доходов и расходов.
После Октябрьской революции имение «Шилинка» было национализировано, в 1921—1924 годах в усадебном доме располагалась детская колония. Семья Мазохиных переехала в Трубчевск. После революции Иван Кузьмич некоторое время работал в уездных земельном и продовольственном отделах, с 1923 года числился безработным. Как бывший крупный землевладелец, был лишен избирательных прав. Умер в 1942 году в орловской психбольнице во время немецкой оккупации.

## Семья
Был женат дважды. Фамилия первой жены — Матека-Мордашко. Сыновья от первого брака:
- Василий (1888—?), окончил юридический факультет Московского университета (1913), служил в Петроградской судебной палате. После революции приехал в Трубчевск, был следователем Трубчевской ЧК, народным судьей, председателем уездного бюро юстиции. В 1923 году уволился со службы.
- Александр (1890—?), окончил юридический факультет Московского университета (1914), мировой судья 4-го участка Трубчевского уезда (1917). После революции был председателем Трубчевской уездной следственной комиссии (1920), народным следователем Трубчевского уезда (1921). В 1922 году уволился со службы. Был женат на Ксении Георгиевне Поршняковой, дочери лесовода Г. М. Поршнякова (1868—1939), их сын — энтомолог, профессор МГУ Георгий Александрович Мазохин-Поршняков.
- Николай (1899—?), окончил Карачевскую гимназию (1918), работал лесничим, в 1930 году был исключен из списка «лишенцев».

В 1909 году женился на дочери трубчевского мещанина Варваре Стефановне Паншиной (1881—?), их дети: Вера (1910—?) и Сергей (1911—?).